# Bharuch (Distrikt)
Bharuch (Gujarati: ભરૂચ) ist ein Distrikt im westindischen Bundesstaat Gujarat.
Die Fläche beträgt 6509 km². Verwaltungssitz ist die gleichnamige Stadt Bharuch.

## Bevölkerung
Die Einwohnerzahl lag bei der Volkszählung 2011 bei 1.550.822.